# Mitterspitz
Der Mitterspitz (2925 m ü. A.) ist ein Berg im Dachsteingebirge in Österreich.
Er ist eingebettet zwischen Torstein und Hohem Dachstein, von denen er durch die Untere bzw. Obere Windlucke getrennt ist, und bildet mit diesen den markanten Dreizack der Dachstein-Südwände. Er liegt an der Grenze zwischen Steiermark und Oberösterreich.
Die erste Besteigung erfolgte am 14. August 1872 durch Oskar Simony mit G. Schmied aus der Unteren Windlucke über die Westflanke.